# シェキドル
シェキドル（Sheki-Dol）は、2000年にデビューした日本の女性歌手グループで、ハロー!プロジェクトの一員。

## 概要
当時のハロプロメンバーはアップフロントプロモーション（当時は「アップフロントエージェンシー」）に所属していたがシェキドルはグリーンパーク・ミュージック（現エスプロ）に所属していた。音楽プロデューサーはつんく♂。ユニット名は、熱いイメージの少女と言う意味の「赤道ドール」と「Shake It」を掛けている。
ハロー!プロジェクトとしては初めて、2人組でデビューするユニットであった。つんく♂がプロデュースを手がけたタレントの中では、初めてつんく♂自身が編曲を行ない、自らドラムとギターでバックアップしており、デビュー当初は周囲から大きな期待を受けていた。
ハロー!プロジェクト内の他の多くのタレント、ユニットと異なり、ロック調の楽曲が特徴。ロックの楽しさを味わい、その意志を強めるために、路上ライブも経験していた。1枚目のシングル「心のフェロモン」はインディーズであり、インディーズのレーベルからデビューというのも、つんくファミリーの中では初めてであった。
2002年、体調不良による末永の脱退をきっかけに解散。活動期間は2年に満たなかった。

## メンバー

### 解散時のメンバー
- 北上アミ（きたがみ アミ、1980年7月22日[2] - ）
  - 本名、領毛あゆみ（りょうけ あゆみ）。解散後は本名名義でソロタレント活動。
- 末永真己（すえなが まみ、1980年10月23日 - ）
  - 本名同じ。活動中に体調不良を訴え、入院。その後体調が回復した後、作詞家・コーラス家に転向。玉置成実のコーラス、Sister Qの作詞家として活動。2007年9月、ソロ・プロジェクト「凛」として島崎貴光プロデュースでデビュー。
- 荒井紗紀（あらい さき、1978年3月8日 - ）
  - 本名、荒井沙紀（読みは同じ）。解散後はソロでライブ活動や女流舟券師として活動[5]。その後海外留学を経て、再び音楽活動を開始している。また、本人のブログも開設されている。2009年にプロサッカー選手の堀之内聖(当時浦和レッズ所属)と結婚[6]。

### 途中脱退したメンバー
- 大木衣吹（おおき いぶき、1982年3月2日[2] - ）
  - 解散後はEVEKI名義でソロシンガー活動[7]。

## 略歴
2000年
- 7月11日、「第4回モーニング娘。&平家みちよ妹分オーディション」から選ばれた北上アミ、大木衣吹の2人で結成（因みに同オーディションの最終合格者が松浦亜弥である）。
- 7月15日、CDデビュー前にハロー!プロジェクトコンサートの舞台に立つ。
- 11月1日、「さんまのSUPERからくりTV」のエンディングに抜擢された「心のフェロモン」でインディーズ・デビュー[1]。
- 12月、0930らと共に「うたばん」出演。

2001年
- 1月7日、ハロモニ。大新年会に出演。
- 3月、末永真己が加入し、3人ユニットとなる。
- 3月31日、Hello! Project大運動会に参加。背番号「筋」「肉」「質」。
- 夏、大木衣吹がソロシンガーを目指して脱退、替わって荒井紗紀が加入。
- 11月、日本体育大学学園祭出演予定が、火災により中止。
- 12月、「愛は無敵 〜二十歳の夜の誓い〜」でメジャーデビュー。
- 12月、ハロー!プロジェクト離脱を発表。

2002年
- 1月、末永真己が体調不良を訴え、入院したが、一向に良くなる気配が無く、解散。

## 音楽

### シングル
インディーズ
1. 心のフェロモン（2000年11月1日）
  - 「アイドルをさがせ!」エンディングテーマ
  - 「さんまのSUPERからくりTV」 エンディングテーマ[8]
2. 徹底的運命（2001年4月13日、SPRE-9005/TGCS-1117）
  - 「TVチャンピオン」エンディングテーマ
3. 全体的に大好きです。（2001年6月27日）
  - 「アイドルをさがせ!」エンディングテーマ
  - 「クレヨンしんちゃん」 12代目エンディングテーマ[9]

メジャー
1. 愛は無敵〜二十歳の夜の誓い〜（2001年12月5日）

## 出演

### ラジオ
- ファンキー☆モンキー☆シェキ☆（bayfm）